# محمد عمده‌غیاثی
محمد عمده غیاثی (متولد ۱۲ مهر ۱۳۵۱) بازیکن سابق و مربی فعلی والیبال اهل ایران است. عمده‌غیاثی سابقه عضویت در تیم های ملی والیبال جوانان و بزرگسالان ایران در کارنامه خود دارد. غیاثی در مجموع در تیم های ریخته گری، ذوب آهن اصفهان، صنام، ارومدشت ارومیه، ذوب آهن، لوله‌سازی اهواز، قند شیروان، سایپا، پتروشیمی بندرامام، پرسپولیس و شهرداری تبریز توپ زده است. غیاثی در سال ۱۳۹۳ با اخذ مدرک مربی گری به عنوان دستیار در باشگاه شهرداری تبریز مشغول به کار شد.غیاثی برای اولین توسط ماتسو موتو در سال ۱۳۷۳ برای شرکت در بازی‌های آسیایی به تیم ملی والیبال ایران دعوت شد.